# Thalita Zampirolli
Thalita Campos Zampirolli conhecida simplesmente como Thalita Zampirolli (Cachoeiro de Itapemirim, 17 de maio de 1989), é uma empresária, modelo e atriz transgênero brasileira.
Atualmente mora em Boston, nos Estados Unidos, onde é empresária. Foi a primeira atriz trans brasileira em Hollywood.

## Biografia
De modelo e atriz, no ano de 2015 passou a trabalhar como funkeira. Gravou cenas da novela A Força do Querer, na TV Globo.
Em 2016, desfilou como destaque no carnaval de Vitória.
Em 2023, foi rainha da Unidos de Padre Miguel e do Camarote Super Vip, ambos no Rio, e da Independente de Boa Vista, no Espírito Santo.
Atuoou nos curtas metragens The Roommate, gravado nos Estados Unidos, e Sopro, no qual interpreta uma mãe. 

### Polêmica
Em 2013, ficou famosa depois de ser clicada com o Romário.
Faz parte do OnlyFans e recebe pedidos inusitados, como exemplo pedido de gotas de perfume dela e pessoas querendo levá-la para Dubai e Maldivas.

## Filmografia
| Ano  | Título            | Papel            | Notas          |
| ---- | ----------------- | ---------------- | -------------- |
| 2017 | A Força do Querer |                  |                |
| 2017 | Berenice Procura  | Michelly Glamour |                |
| 2018 | Borges            | Vera             |                |
| 2023 | The Roommate      | Samantha         | Curta-metragem |
| 2025 | Sopro             | Carol            | Curta-metragem |